# Roberto Benigni
Roberto Remigio Benigni (ur. 27 października 1952 w Castiglion Fiorentino) – włoski aktor teatralny, filmowy i telewizyjny, reżyser i scenarzysta filmowy. Laureat Oscara.
Benigni jest aktorem o charakterystycznej twarzy i niezwykle ekspresyjnym sposobie poruszania się. Jego gestykulacja, sposób mówienia i mimika czasami uznawane są za stereotypowo włoskie. Sławę i popularność przyniosły mu komediowe kreacje w wyreżyserowanych przez niego filmach.

## Życiorys
Karierę aktorską rozpoczął na początku lat 70., w teatrze i filmie debiutował dzięki współpracy z Giuseppe Bertoluccim. Występował w programach telewizyjnych.
Swój pierwszy film (Tu mi turbi) wyreżyserował w 1983. Na jego planie poznał swoją późniejszą żonę, Nicolettę Braschi (zagra w wielu dziełach Włocha). Kolejny film to komedia Tylko siąść i płakać, gdzie wraz z Massimo Troisi wcielają się w role dwóch sympatycznych młodzieńców, którzy w niezrozumiały sposób przenoszą się do roku 1492 i korzystając z sytuacji, próbują zatrzymać Krzysztofa Kolumba przed odkryciem Ameryki. Z kolei komedia Diabełek (Mały diabeł) to film, w którym Benigni wciela się w rolę zwariowanego diabła naprzykrzającego się księdzu, przechodzącemu właśnie trudny okres (w tej roli Walter Matthau). Na przełomie lat 80. i lat 90. grał u Felliniego i Jima Jarmuscha. Sporym powodzeniem cieszyły się jego dwa filmy z początku lat 90. – Johnny Wykałaczka (komedia pomyłek, gdzie odtwarzał podwójną rolę włosko-amerykańskiego gangstera oraz jego sobowtóra – zwykłego kierowcą szkolnego autobusu, który staraniem żony tego pierwszego zostaje wmanewrowany w świat gangsterskich rozgrywek w Palermo), oraz Potwór (gdzie wciela się w rolę drobnego cwaniaczka, który zostaje podejrzany o serię morderstw i w związku z tym jego życie zostaje poddane infiltracji przez młodą policjantkę).
Światową sławę przyniosła Benigniemu tragikomedia o Holocauście – Życie jest piękne z 1997. W wyreżyserowanym przez siebie filmie Benigni tradycyjnie zagrał główną rolę – prostodusznego półkrwi Żyda Guido, a Braschi wcieliła się w Dorę, jego ukochaną. Film zaczyna się jak farsa – serią gagów, gdy Guido wdraża w życie szalone pomysły, by tylko zwrócić uwagę Dory. Wraz z upływem czasu atmosfera gęstnieje, do Włoch wkraczają Niemcy. Guido z rodziną trafia do obozu koncentracyjnego, gdzie stara się chronić syna przed okrucieństwem obozowej rzeczywistości. Film zdobył szereg nagród oraz nominacje do Oscarów w prestiżowych kategoriach – Benigni odebrał statuetkę dla aktora w roli pierwszoplanowej.
Kolejny jego film, ekranizacja Pinokia Carlo Collodiego, okazał się artystycznym niewypałem, a sam Beningni został uhonorowany niezbyt chlubną Złotą Maliną.
Wystąpił także w kosztownej adaptacji komiksów o przygodach Gala Asteriksa (jako Dwulicus).

## Reżyser
- 1983 Tu mi turbi
- 1984 Tylko siąść i płakać (Non ci resta che piangere)
- 1988 Mały diabeł (Il piccolo diavolo)[2]
- 1991 Johnny Wykałaczka (Johnny Stecchino)
- 1994 Potwór (Il mostro)
- 1997 Życie jest piękne (La vita è bella)
- 2002 Pinokio (Pinocchio)
- 2005 Tygrys i śnieg (La tigre e la neve)

## Nagrody
- Nagroda Akademii Filmowej Najlepszy aktor pierwszoplanowy: 1999 Życie jest piękne
- Nagroda BAFTA Najlepszy aktor pierwszoplanowy: 1999 Życie jest piękne
- Cezar Najlepszy film zagraniczny: 1999 Życie jest piękne
- Złota Malina Najgorszy aktor: 2003 Pinokio
- Nagroda na MFF w Cannes Wielka Nagroda Jury: 1998 Życie jest piękne